# Renaissance World Tour

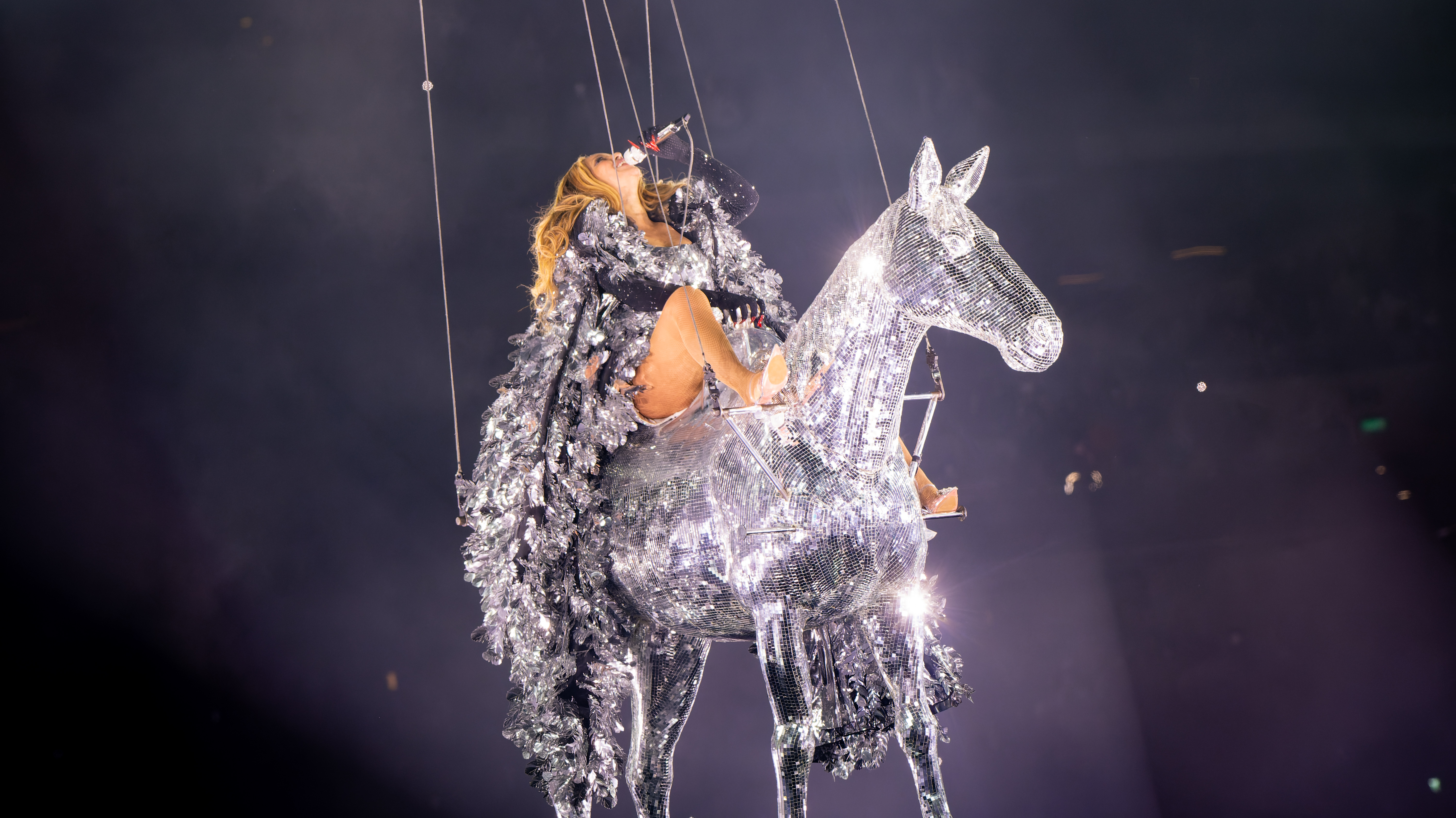
Beyoncé tijdens de slotact "Summer Renaissance"

De Renaissance World Tour was de negende concerttournee van de Amerikaanse singer-songwriter Beyoncé. Het geheel werd aangekondigd op 1 februari 2023, ter ondersteuning van haar zevende studioalbum, Renaissance (2022). De tournee begon op 10 mei 2023 in de Friends Arena in Stockholm. Het was de tweede stadion solo-tour van de zangeres, na The Formation World Tour in 2016.

## Achtergrond
De tournee werd voor het eerst aangekondigd op 23 oktober 2022, toen Beyoncé een kaartje voor een niet-gespecificeerde show veilde. Het werd verkocht voor $ 50.000 op een liefdadigheidsveiling  op het Wearable Art Gala ter ondersteuning van het WACO Theater. Het omvatte twee kaartjes voor het concert, eersteklas vliegtickets, een hotelverblijf van drie nachten en een persoonlijke backstage-tournee onder leiding van de moeder van Beyoncé. 
Op 1 februari 2023 kondigde Beyoncé de volledige tour aan via haar Instagram- account. 

## Setlist
Dit is de setlist van Stockholm. Het is niet representatief voor alle shows van de tournee:
1. "Dangerously in Love 2"
2. "Flaws and All"
3. "1+1" / "I'm Goin' Down"
4. "I Care"

Renaissance Interlude
1. "I'm That Girl"
2. "Cozy"
3. "Alien Superstar"
4. "Lift Off"

Motherboard Interlude
1. "Cuff It"
2. "Energy"
3. "Break My Soul"

Opulence Interlude
1. "Formation"
2. "Diva"
3. "Run the World (Girls)"
4. "My Power"
5. "Black Parade"
6. "Savage"
7. "Partition"

Anointed" interlude (met stukjes van "Yoncé" en "Family Feud")
1. "Church Girl"
2. "Get Me Bodied"
3. "Before I Let Go"
4. "Rather Die Young"
5. "Love on Top"
6. "Crazy in Love"

"Love Hangover" (intermezzo)
1. "Plastic Off the Sofa"
2. "Virgo's Groove" / "Naughty Girl"
3. "Move"
4. "Heated"
5. "Already" (Les Twins dance break)

"Mind Control" interlude
1. "America Has a Problem"
2. "Pure/Honey"
3. "Thique" (enkel Stockholm en Atlanta, GA)
4. "All Up In Your Mind" (enkel Stockholm en Atlanta, GA)
5. "Drunk in Love" (enkel Stockholm en Atlanta, GA)

Encore
1. "Summer Renaissance"

## Shows
| Datum             | Stad            | Land                | Venue                            | Opkomst | Opbrengst |
| ----------------- | --------------- | ------------------- | -------------------------------- | ------- | --------- |
| 10 mei 2023       | Stockholm       | Zweden              | Friends Arena                    | —       | —         |
| 11 mei 2023       | Stockholm       | Zweden              | Friends Arena                    | —       | —         |
| 14 mei 2023       | Brussels        | België              | Koning Boudewijnstadion          | —       | —         |
| 17 mei 2023       | Cardiff         | Verenigd Koninkrijk | Principality Stadium             | —       | —         |
| 20 mei 2023       | Edinburgh       | Verenigd Koninkrijk | BT Murrayfield Stadium           | —       | —         |
| 23 mei 2023       | Sunderland      | Verenigd Koninkrijk | Stadium of Light                 | —       | —         |
| 26 mei 2023       | Saint-Denis     | Frankrijk           | Stade de France                  | —       | —         |
| 29 mei 2023       | Londen          | Verenigd Koninkrijk | Tottenham Hotspur Stadium        | —       | —         |
| 30 mei 2023       | Londen          | Verenigd Koninkrijk | Tottenham Hotspur Stadium        | —       | —         |
| 1 juni 2023       | Londen          | Verenigd Koninkrijk | Tottenham Hotspur Stadium        | —       | —         |
| 3 juni 2023       | Londen          | Verenigd Koninkrijk | Tottenham Hotspur Stadium        | —       | —         |
| 4 juni 2023       | Londen          | Verenigd Koninkrijk | Tottenham Hotspur Stadium        | —       | —         |
| 8 juni 2023       | Barcelona       | Spanje              | Estadi Olímpic Lluís Companys    | —       | —         |
| 11 juni 2023      | Marseille       | Frankrijk           | Orange Vélodrome                 | —       | —         |
| 15 juni 2023      | Keulen          | Duitsland           | RheinEnergieStadion              | —       | —         |
| 17 juni 2023      | Amsterdam       | Nederland           | Johan Cruyff Arena               | —       | —         |
| 18 juni 2023      | Amsterdam       | Nederland           | Johan Cruyff Arena               | —       | —         |
| 21 juni 2023      | Hamburg         | Duitsland           | Volksparkstadion                 | —       | —         |
| 24 juni 2023      | Frankfurt       | Duitsland           | Deutsche Bank Park               | —       | —         |
| 27 juni 2023      | Warschau        | Polen               | PGE Narodowy                     | —       | —         |
| 28 juni 2023      | Warschau        | Polen               | PGE Narodowy                     | —       | —         |
| 8 juli 2023       | Toronto         | Canada              | Rogers Centre                    | —       | —         |
| 9 juli 2023       | Toronto         | Canada              | Rogers Centre                    | —       | —         |
| 12 juli 2023      | Philadelphia    | Verenigde Staten    | Lincoln Financial Field          | —       | —         |
| 15 juli 2023      | Nashville       | Verenigde Staten    | Nissan Stadium                   | —       | —         |
| 17 juli 2023      | Louisville      | Verenigde Staten    | L&N Federal Credit Union Stadium | —       | —         |
| 20 juli 2023      | Minneapolis     | Verenigde Staten    | Huntington Bank Stadium          | —       | —         |
| 22 juli 2023      | Chicago         | Verenigde Staten    | Soldier Field                    | —       | —         |
| 23 juli 2023      | Chicago         | Verenigde Staten    | Soldier Field                    | —       | —         |
| 26 juli 2023      | Detroit         | Verenigde Staten    | Ford Field                       | —       | —         |
| 29 juli 2023      | East Rutherford | Verenigde Staten    | MetLife Stadium                  | —       | —         |
| 30 juli 2023      | East Rutherford | Verenigde Staten    | MetLife Stadium                  | —       | —         |
| 1 augustus 2023   | Foxborough      | Verenigde Staten    | Gillette Stadium                 | —       | —         |
| 3 augustus 2023   | Pittsburgh      | Verenigde Staten    | Acrisure Stadium                 | —       | —         |
| 5 augustus 2023   | Summerfield     | Verenigde Staten    | FedExField                       | —       | —         |
| 6 augustus 2023   | Summerfield     | Verenigde Staten    | FedExField                       | —       | —         |
| 9 augustus 2023   | Charlotte       | Verenigde Staten    | Bank of America Stadium          | —       | —         |
| 11 augustus 2023  | Atlanta         | Verenigde Staten    | Mercedes-Benz Stadium            | —       | —         |
| 12 augustus 2023  | Atlanta         | Verenigde Staten    | Mercedes-Benz Stadium            | —       | —         |
| 14 augustus 2023  | Atlanta         | Verenigde Staten    | Mercedes-Benz Stadium            | —       | —         |
| 16 augustus 2023  | Tampa           | Verenigde Staten    | Raymond James Stadium            | —       | —         |
| 18 augustus 2023  | Miami Gardens   | Verenigde Staten    | Hard Rock Stadium                | —       |           |
| 21 augustus 2023  | St. Louis       | Verenigde Staten    | The Dome at America's Center     | —       | —         |
| 24 augustus 2023  | Glendale        | Verenigde Staten    | State Farm Stadium               | —       | —         |
| 26 augustus 2023  | Paradise        | Verenigde Staten    | Allegiant Stadium                | —       | —         |
| 27 augustus 2023  | Paradise        | Verenigde Staten    | Allegiant Stadium                | —       | —         |
| 30 augustus 2023  | Santa Clara     | Verenigde Staten    | Levi's Stadium                   | —       | —         |
| 1 september 2023  | Inglewood       | Verenigde Staten    | SoFi Stadium                     | —       | —         |
| 2 september 2023  | Inglewood       | Verenigde Staten    | SoFi Stadium                     | —       | —         |
| 4 september 2023  | Inglewood       | Verenigde Staten    | SoFi Stadium                     | —       | —         |
| 11 september 2023 | Vancouver       | Canada              | BC Place                         | —       | —         |
| 13 september 2023 | Seattle         | Verenigde Staten    | Lumen Field                      | —       | —         |
| 18 september 2023 | Kansas City     | Verenigde Staten    | GEHA Field at Arrowhead Stadium  | —       | —         |
| 21 september 2023 | Arlington       | Verenigde Staten    | AT&T Stadium                     | —       | —         |
| 23 september 2023 | Houston         | Verenigde Staten    | NRG Stadium                      | —       | —         |
| 24 september 2023 | Houston         | Verenigde Staten    | NRG Stadium                      | —       | —         |
| 27 september 2023 | New Orleans     | Verenigde Staten    | Caesars Superdome                | —       | —         |
| Totaal            | Totaal          | Totaal              | Totaal                           | —       | —         |